# Lieuwe van Gogh
Lieuwe van Gogh (Amsterdam, 26 augustus 1991) is een Nederlands kunstenaar. In juni 2022 had hij zijn eerste eigen solo-expositie, geopend door cultuurhistoricus en staatssecretaris van Cultuur en Media Gunay Uslu.

## Levensloop
Lieuwe van Gogh werd geboren als zoon van Theo van Gogh en Heleen Hartmans.
Hij behoort tot het geslacht Van Gogh en is een achterachterachterneef van Vincent van Gogh.
Als schoolkind tekende Van Gogh liever draken na dan dat hij ging voetballen. In het klaslokaal hoorde hij op 13-jarige leeftijd de schoten op zijn vader. Een dag na de moord op zijn vader maakte hij een muurschildering in de woning van zijn moeder, maar deze schildering is na een verhuizing grotendeels verwijderd. Van Gogh behaalde aan het Luzac College zijn Havo-diploma en studeerde twee jaar aan de kunstacademie. Hierna ging hij thaiboksen in Zuidoost-Azië.
In 2014 stond Van Gogh levende cellen af waarmee artieste Diemut Strebe een "levend kunstwerk" maakte, een replica van Vincent van Gogh's afgesneden oor. In hetzelfde jaar werkte hij mee aan een film over zijn vader en gaf hij een interview aan Vrij Nederland.
Van Gogh heeft tien jaar in de horeca gewerkt. Tijdens de lockdowns van de coronacrisis heeft hij zijn eigen schilderstijl ontwikkeld, en de goede verkopen tijdens zijn eerste solo-expositie, deden hem beseffen welke waarde zijn werk heeft.
De Bed Stuy Art Residency heeft Van Gogh uitgenodigd om in de zomer van 2022 een maand in New York te komen schilderen en dat af te sluiten met een expositie.

## Stijl
De mayonaise-spuitflesjes waarmee hij als kok werkte, gebruikt hij om verf op horizontaal gelegde doeken te spuiten. Zo kan hij snel werken en hoeft hij niet te wachten tot de verf droog is. De kunsthistoricus Jhim Lamoree beschrijft Lieuwe's werk als 'vitalistisch'.